# Smart-load
Smart-load – zaawansowany system służący do inteligentnego dokonywania wyłączeń w przypadku deficytu mocy czynnej w systemie elektroenergetycznym (lub jego części). Realizuje adaptacyjną automatykę SCO. Główną zaletą tego systemu w porównaniu do klasycznego SCO jest określoność mocy wyłączanej i stosunkowo krótki czas działania. Dla klasycznego SCO wyznaczane są odbiory, a nie mocy wyłączana. Nie są uwzględniane bieżące obciążenia, oraz wprowadzana jest zbędna zwłoka czasowa działania wyższych stopni SCO. 
Zadaniem systemu smart-load jest bieżące wyznaczanie odbiorów przeznaczonych do wyłączenia w celu zbilansowania monitorowanego obszaru. 